# Pietro Mascagni

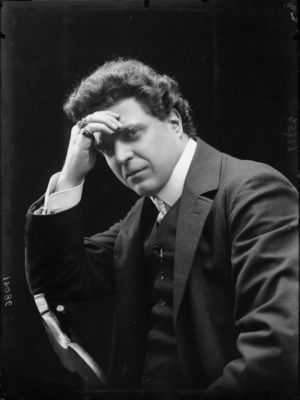
Pietro Mascagni door Mario Nunes Vais.

Pietro Mascagni (Livorno, 7 december 1863 – Rome, 2 augustus 1945) was een Italiaans componist.

## Zijn jonge jaren
Pietro Mascagni werd geboren als zoon van een bakker. Als jongen al bleek hij zeer muzikaal te zijn. Hij kreeg zijn eerste muziekopleiding in Livorno van Sofredini. Dankzij de ruimhartige steun van de Baron de Landarell kon hij aan het Conservatorio "Giuseppe Verdi" (Milaan) in Milaan verder studeren (1882). Zijn leermeesters aldaar waren onder anderen Amilcare Ponchielli en Michele Saladino.
In die tijd deelde Mascagni gedurende enkele maanden een kamer met Giacomo Puccini. Dit was de enerverendste periode in zijn leven. Beiden zaten financieel aan de grond en de enige luxe die ze zich in die tijd veroorloofden, was de gemeenschappelijke aankoop van de partituur van Parsifal, de opera van Richard Wagner. Als violist verbonden aan het orkest van het Teatro Dal Verme maakte Mascagni de première van Puccini's eerste werk Le Villi (1884) mee.
Mascagni leefde luxueus en kende een bewogen privé-leven met een buitenechtelijke relatie die de krantenkoppen haalde. Toch manifesteerde hij zich als een gelovig katholiek. Zijn tweede zoon stierf als militair in Ethiopië en zelf raakte Mascagni nauw gelieerd aan het fascistisch regime van Mussolini.

## Mascagni als dirigent
In 1884 verliet Mascagni het conservatorium en sloot hij zich aan als dirigent bij een rondtrekkend operettegezelschap. Al vanaf 1882 was hij bezig met het componeren van zijn eerste opera, Ratcliff. Omdat hij zich de luxe van een librettoschrijver niet kon veroorloven, nam hij de vertaling van Andrea Maffeis, een tragedie van Heinrich Heine, en zette die om in een libretto. De première was in het Teatro alla Scala van Milaan (1895).
In 1889 las hij bij toeval over een door de Milanese uitgever Sonzogno uitgeschreven wedstrijd voor de compositie van eenakters. Hij won die wedstrijd met zijn in korte tijd gecomponeerde opera Cavalleria Rusticana (première 17 mei 1890, gebaseerd op het werk Cavalleria rusticana van Giovanni Verga). Hij moest de prijs met twee andere componisten delen. Met deze eenakter werd hij in slechts een jaar wereldberoemd.
Mascagni was onder meer de leermeester van Franco Alfano en werd, na het overlijden van Giuseppe Verdi in 1901, gezien als diens gedoodverfde opvolger, totdat Giacomo Puccini hem van die positie verdrong.

## Mascagni als componist
Mascagni's stijl van componeren wordt tot het verisme gerekend. Wat de vocale rollen en interpretatie van zijn muziek betreft was hij veeleisend.
Tot zijn meer gewaardeerde opera’s, naast Cavalleria Rusticana, wordt Iris (1898) gerekend. Daarnaast schreef hij nog twaalf opera's, maar deze konden geen van alle die waardering oogsten. Op 2 mei 1921 ging zijn opera Il piccolo Marat in première.
- Cavalleria Rusticana
- L'Amico Fritz
- I Rantzau
- Silvano, korte opera
- Zanetto, eenakter
- Iris
- Le Maschere, komische opera
- Il piccolo Marat
- Guglielmo Ratcliff, ongepubliceerd

Naast operamuziek componeerde hij toneel- en filmmuziek, kerkelijke werken, en orkest- en kamermuziek.
- Bibsys: 90752691
- Biblioteca Nacional de Chile: 000105532
- Biblioteca Nacional de España: XX878895
- Bibliothèque nationale de France: cb13897174b (data)
- Catàleg d'autoritats de noms i títols de Catalunya: 981058581194606706
- CiNii: DA0407347X
- Digitale Bibliotheek voor de Nederlandse Letteren: masc016
- Gemeinsame Normdatei: 118782428
- International Standard Name Identifier: 0000 0001 0871 0240
- Library of Congress Control Number: n79063307
- Nationale Bibliotheek van Letland: 000035969
- MusicBrainz: 95f7c24e-2879-4abb-ba35-906c467fc704
- Bibliotheek van het Japanse parlement: 00621087
- Nationale Bibliotheek van Tsjechië: jn19990005461
- Nationale bibliotheek van Australië: 35958625
- Nationale Bibliotheek van Israël: 987007265171905171
- Nationale Bibliotheek van Polen: a0000001224116
- Nationale en Universitaire bibliotheek Zagreb: 000091502
- Nederlandse Thesaurus van Auteursnamen: 069925933
- Réseau des bibliothèques de Suisse occidentale: 02-A003569477
- Istituto Centrale per il Catalogo Unico: CFIV023115
- LIBRIS: 269662
- SNAC: w6b56q3z
- Système universitaire de documentation: 035791918
- Trove: 1163165
- Virtual International Authority File: 12492045
- WorldCat: E39PBJvxyHtjH3m7B9cyr669Xd